# Daniel von dem blühenden Tal
Daniel von dem blühenden Tal (ou Daniel do Vale Florido) é o título de romance arturiano, composto por volta de 1220 pelo poeta alemão Der Stricker, que reputava haver ouvido a história de um trovador francês.

## Enredo
O rei Arthur recebe Daniel na Távola Redonda depois deste haver derrotado outros formidáveis cavaleiros, como Sir Percival e Sir Gawain. Antes disto, entretanto, um arauto com a forma de invencível gigante, montado num camelo, chega com uma mensagem de um potentado inimigo, o rei Matur. O arauto exige que Arthur preste imediatamente juramento de fidelidade a Matur, ao tempo em que informa que o seu país é protegido pelas ideias de um inventor que criara um palácio móvel, transportado nas costas de elefantes, por invencíveis gigantes (dos quais ele próprio era um), e um dragão mecânico capaz de emitir um grito tão alto que mesmo o mais forte guerreiro tinha que proteger os ouvidos, ficando assim vulneráveis. Por outro lado o arauto explana as belezas de seu reino: a terra é fértil, os vassalos são submissos, as mulheres dóceis. Isso tudo é mantido graças a um belo pássaro canoro chamado Babian, que foi treinado a pairar sobre ela, protegendo a terra do sol com a sua sombra.
Arthur negocia algum tempo, enquanto reúne suas tropas, mas enquanto isto Daniel escapa para fora do castelo, pretendendo sozinho combater a Matur. Assim, experimenta uma série de aventuras que são meras embaraços até encontrar seu real objetivo: salva uma donzela do assédio e um anão malévolo, que a prendera numa rede mágica; supera uma horda de monstros barrigudos. Esses contratempos, porém, permitem-no conseguir uma espada mágica, que vem a ser crucial para sua vitória final contra Matur. Daniel é então feito senhor das terras de Matur, em vassalagem ao Rei Arthur, recebendo suas terras então o nome de Reino de Cluse.

## Análise
Esta epopéia arturiana, bastante negligenciada, não se ajusta em nenhuma das categorias reconhecidas da literatura arturiana, formando então um estilo próprio; como tal, constitui um lugar ímpar, na literatura alemã.
O espírito de heroísmo épico é dominante em Daniel, em contraste com os demais galantes romances arturianos: o prestígio de Daniel vem de suas habilidades guerreiras, em detrimento de seus ideais galantes, o foco pré-cortesão dá importância à relação de vassalo-monarca, que prevalece em toda a história, e Arthur toma parte das hostilidades, ao contrário da imagem de roi fainéant (rei folgazão) dos outros romances.
O romance Garel von dem blühenden Tal foi escrito como uma reação à história de Daniel, por Der Pleier. Este autor considerou a versão de Daniel muito brutal, e escreveu o seu romance de acordo com o espírito contemporâneo de atitudes cortesãs. Enquanto Daniel perdia popularidade, Garel aumentou sua admiração, e bem mais tarde cenas desse outro romance são encontradas em afrescos, no século XV, no castelo de Runckelstein, perto de Bolzano, na Itália.